# 田頭博昭
田頭 博昭（たがしら ひろあき、1933年（昭和8年）1月13日 - 2023年（令和5年）2月20日）は、日本の工学者。工学博士。元室蘭工業大学学長、北海道大学名誉教授。北海道島牧村出身。

## 略歴
1958年（昭和33年）北海道大学工学部卒業。リバプール大学大学院工学研究科博士課程修了。1962年（昭和37年）北海道大学工学部助教授。1973年（昭和48年）同工学部教授。1996年（平成8年）北海道大学退官。同名誉教授。北海道工業大学工学部教授。1997年（平成9年）室蘭工業大学理事・室蘭工業大学11代学長に就任。2006年室蘭工業大学退官。

## 研究領域
電気工学を専門とし、プラズマプロセス用プラズマやペーパーミスト誘電体による高電圧絶縁、極低温液体による電気絶縁を研究。

## 著書
- 坂本三郎と共著『新高電圧工学(朝倉電気工学講座21)』（朝倉書店, 1974年）

などがある。

## 栄典
- 2008年11月 瑞宝重光章受章[3]